# 南乔治亚和南桑威奇群岛专员

南乔治亚岛和南桑威奇群岛专员旗帜, 1992-99

南乔治亚岛和南桑威奇群岛专员是英国君主在英国海外领地南乔治亚和南桑威奇群岛的代表。这个职位由福克兰群岛总督兼任。
这个职位在1985年南乔治亚岛和南桑威奇群岛脱离福克兰群岛依赖关系成立一个新海外领地的时候被创设。南乔治亚岛和南桑威奇群岛没有本地居民，他的人口是驻军和来自英国南极考察队的科学家，没有任命总督。无人居住的领土设立专员职位。这个职位由现任福克兰群岛总督担任，在南大西洋的皇家海军，使得专员很快到达。

## 专员列表
| 上任 | 卸任 | 名字                                          |
| ---- | ---- | --------------------------------------------- |
| 1985 | 1988 | 戈登·韦斯利·朱克斯（Gordon Wesley Jewkes）CMG |
| 1988 | 1992 | 威廉·休·富勒顿（William Hugh Fullerton）CMG   |
| 1992 | 1996 | 大卫·埃弗拉德·泰瑟姆（） CMG                  |
| 1996 | 1999 | 理查德·彼得·拉尔夫（）CMG, CVO                |
| 1999 | 2002 | 唐纳德·亚历山大·拉蒙特（）                    |
| 2002 | 2002 | 拉斯·维斯（Russ Jarvis，代理）                |
| 2002 | 2006 | 霍华德·约翰·史莱德·皮尔斯（）CMG              |
| 2006 | 2006 | 哈利雅特·霍尔（Harriet Hall，代理）           |
| 2006 | 2010 | 艾伦·伊登·赫克尔（）                          |
| 2010 | 2014 | 奈傑爾·赫塢（Nigel Haywood）CVO                            |
| 2014 | 2017 | 柯林·羅伯茲（Colin Roberts） CVO                           |
| 2017 | 2022 | 奈傑爾·菲利普斯（Nigel Phillips） CBE                       |